# A. J. Soares
Anthony J. Soares, noto come A.J. Soares (Solana Beach, 28 novembre 1988), è un ex calciatore statunitense, di ruolo difensore.

## Carriera
Il 16 novembre 2016 ha annunciato il proprio ritiro dall'attività agonistica, conseguentemente ad un trauma cranico subito precedentemente.